# Comuna Drăgoești, Vâlcea
Drăgoești este o comună în județul Vâlcea, Muntenia, România, formată din satele Buciumeni, Drăgoești (reședința) și Geamăna.

## Demografie
Componența etnică a comunei Drăgoești
     Români (91,18%)
     Alte etnii (0%)
     Necunoscută (8,82%)
Componența confesională a comunei Drăgoești
     Ortodocși (90,6%)
     Alte religii (0,41%)
     Necunoscută (8,99%)
Conform recensământului efectuat în 2021, populația comunei Drăgoești se ridică la 1.724 de locuitori, în scădere față de recensământul anterior din 2011, când fuseseră înregistrați 1.980 de locuitori. Majoritatea locuitorilor sunt români (91,18%), iar pentru 8,82% nu se cunoaște apartenența etnică. Din punct de vedere confesional, majoritatea locuitorilor sunt ortodocși (90,6%), iar pentru 8,99% nu se cunoaște apartenența confesională.

## Politică și administrație
Comuna Drăgoești este administrată de un primar și un consiliu local compus din 11 consilieri. Primarul, Gheorghe-Dorinel Boncan[*], de la Partidul Național Liberal, este în funcție din 1 noiembrie 2024. Începând cu alegerile locale din 2024, consiliul local are următoarea componență pe partide politice:
|  | Partid                          | Consilieri | Componența Consiliului | Componența Consiliului | Componența Consiliului | Componența Consiliului | Componența Consiliului |
|  | ------------------------------- | ---------- | ---------------------- | ---------------------- | ---------------------- | ---------------------- | ---------------------- |
|  | Partidul Național Liberal       | 5          |                        |                        |                        |                        |                        |
|  | Partidul Social Democrat        | 4          |                        |                        |                        |                        |                        |
|  | Alianța pentru Unirea Românilor | 1          |                        |                        |                        |                        |                        |
|  | Drăghici Marian                 | 1          |                        |                        |                        |                        |                        |

## Personalități născute aici
- Maria Dorobanțu (n. 1951), medic, membru corespondent al Academiei Române.

## Note

Primăria din Drăgoeşti
Spitalul de Psihiatrie
Intrarea în localitatea Drăgoeşti
Căluşari